# Tomás O'Ryan y Vázquez
Tomás O'Ryan y Vázquez   (Madrid, 30 de març de 1821 - Madrid, 2 d'agost de 1902) va ser un militar i polític espanyol.

## Biografia
Nascut a Madrid, va estudiar en l'Acadèmia de Guadalajara entre 1838 i 1842.
Militar d'ascendència irlandesa, va lluitar en 1851 en Cuba contra els insurrectes i contra l'intent d'invasió del filibuster veneçolà Narciso López d'Urriola qui va rebre homes, diners i suport del governador de l'estat de Mississipi John A. Quitman (1797 - 1858), l'antic senador de Mississipi John Henderson (1797 - 1857) i l'editor del New Orleans Delta Laurence Sigur.
En 1855 és destinat com a agregat a la Caserna General anglo-francesa durant la Guerra de Crimea escrivint un interessant relat sobre el conflicte. Quatre anys després serà agregat, aquesta vegada, en la guerra d'Itàlia entre els franc-piemontesos i els austríacs i, en 1857, serà nomenat instructor del llavors Príncep d'Astúries Alfons.
Fou governador de Melilla entre 1864 i 1866, i després de la restauració borbònica és designat Ajudant de camp del Rei i, entre juny i desembre de 1888, ministre de la Guerra. De desembre de 1888 a novembre de 1890 fou director general de la guàrdia civil.

## Obres
- Memorias sobre el viaje militar a La Crimea, presentada por los oficiales del Cuerpo de Ingenieros nombrados en 1855 para seguir y estudiar las operaciones de la Guerra entre Rusia y las potencias occidentales de Francia e Inglaterra auxiliando a la Turquía.
- Tratado de Arquitectura Militar (1856)
- Guerra de Oriente (1854 a 1856). Conferencias dadas en el Centro del Ejército y de la Armada (1886)